# 索哈傑
索哈傑（阿拉伯语： سوهاج ），埃及南部城市，索哈傑省首府，位于尼罗河西岸。索哈杰有着悠久的历史，在古埃及和科普特时代就已经是大都市。现有人口14万左右。 